# وادی علایق
وادی علایق (به عربی: وادي العلايق) یک شهرداری در الجزایر است که در استان البلیده واقع شده‌است. وادی علایق ۳۳٬۹۱۵ نفر جمعیت دارد و ۴۷ متر بالاتر از سطح دریا واقع شده‌است.